# Volkswagen Karmann Ghia

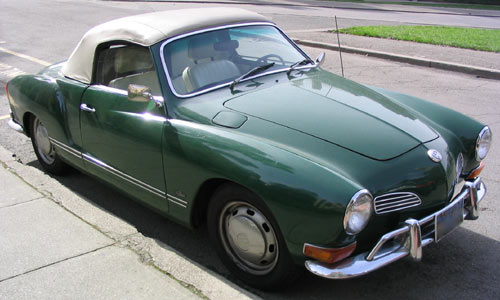
Volkswagen Karmann Ghia Type 14 cabriolet

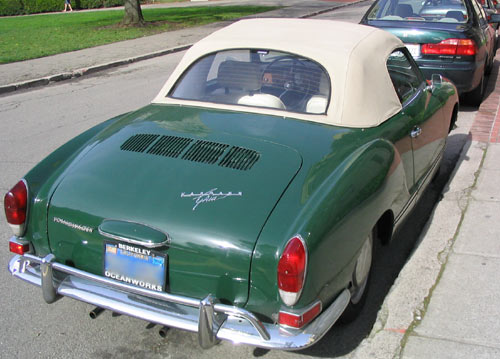
idem, achterzijde

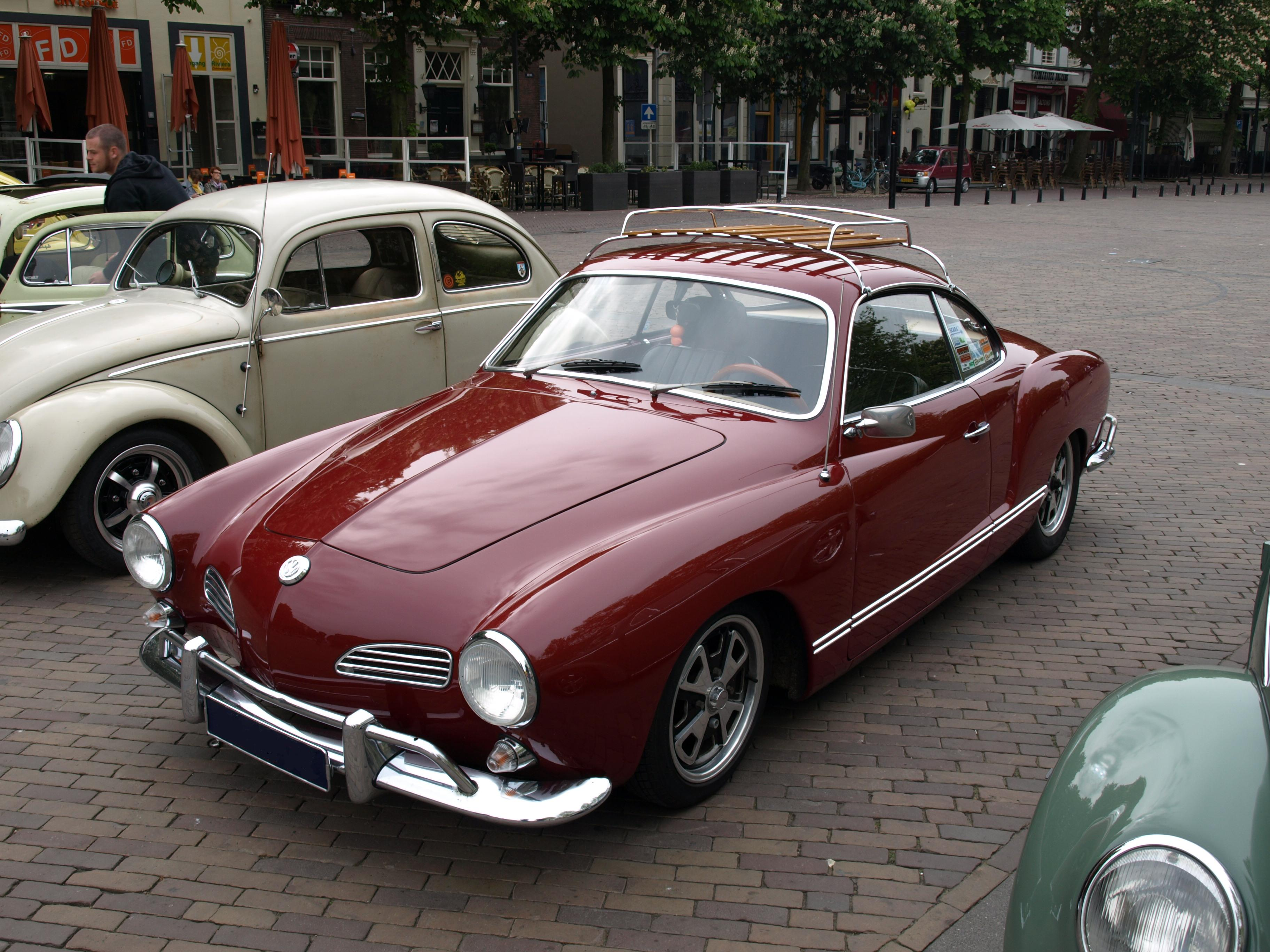
VW Karmann Ghia Type 14 coupé

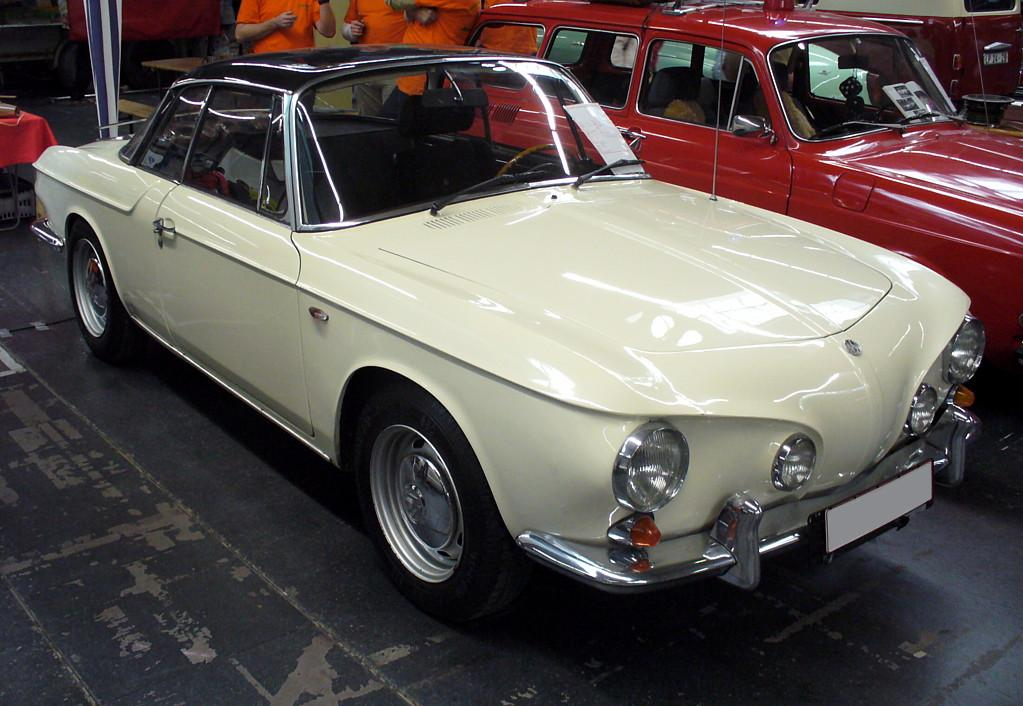
VW Karmann-Ghia Typ 34 1600 L

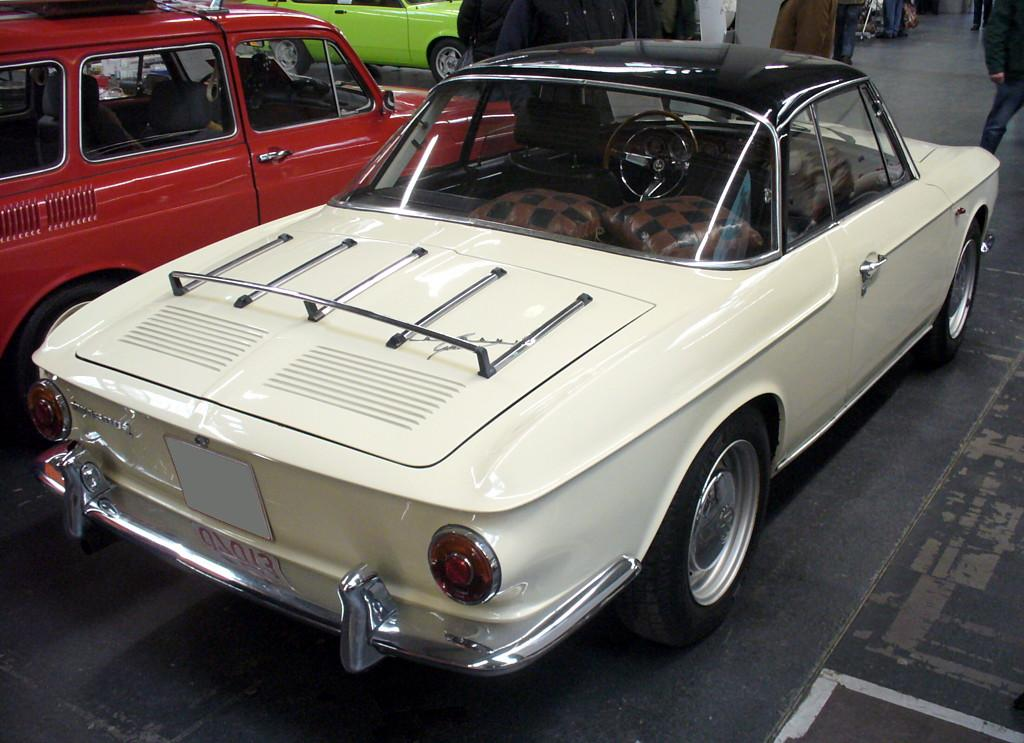
idem, achterzijde

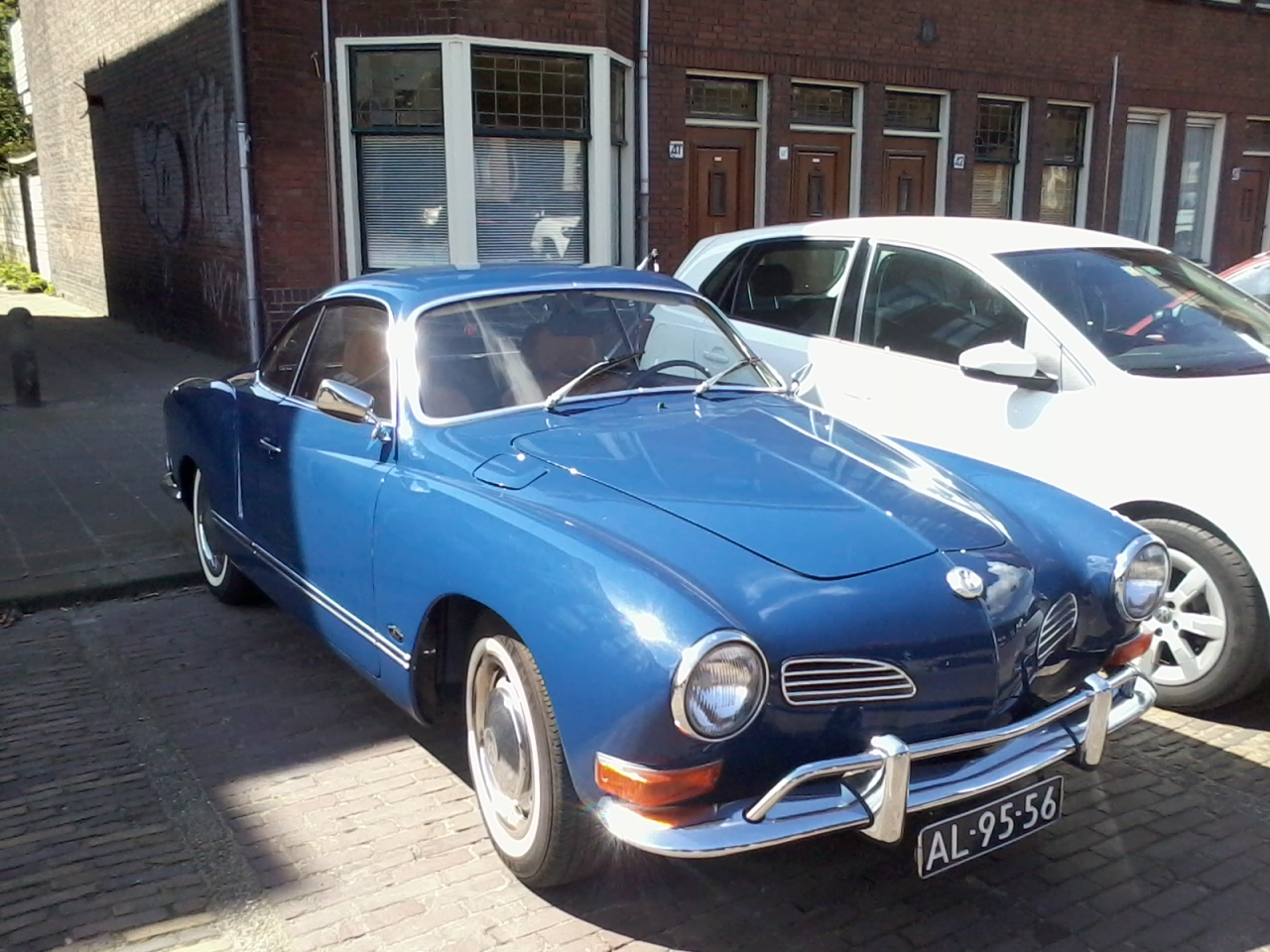
1970 Karmann Ghia Coupé, voorzijde

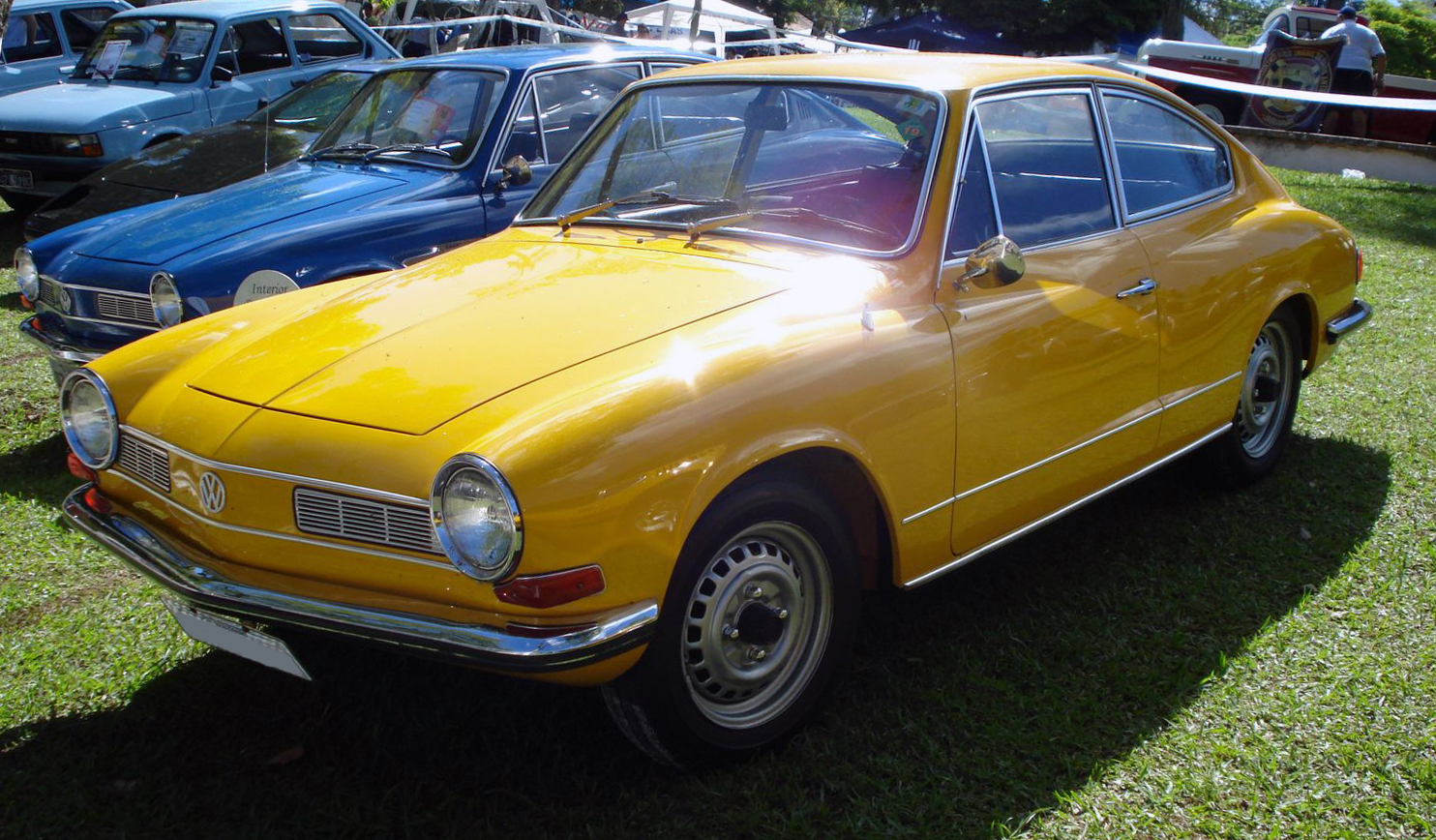
Karmann Ghia TC

De Volkswagen Karmann Ghia is een tweedeurs sportwagen. Er bestaan drie modellen, die door het Italiaanse bureau Ghia werden ontworpen. De Duitse carrosseriebouwer Karmann bouwde tussen 1955 en 1974 een half miljoen stuks van de eerste twee modellen. Daarnaast werd bij de Braziliaanse vestiging van Karmann een aantal gebouwd.

## Geschiedenis
In het begin van de jaren vijftig bouwde Volkswagen kleine, energiezuinige en betrouwbare auto's, zoals de Volkswagen Kever en de Volkswagen Transporter. Toen de economie zich begon te herstellen van de Tweede Wereldoorlog nam de vraag naar stijlvolle en elegante auto's toe. De Volkswagen-directie besloot dat er een model moest komen dat het imago van Volkswagen zou opvijzelen en dat veeleisende autokopers tevreden kon stellen.
Volkswagen zocht in 1951 contact met carrosseriebouwer Karmann uit Osnabrück, om zo'n auto te bouwen. Karmann op zijn beurt wendde zich tot het Italiaanse ontwerpbureau Ghia uit Turijn, voor het ontwerp van een sportwagen. Ghia had in 1953 al een ontwerp gemaakt voor de Amerikaanse automobielfabrikant Chrysler. Dit was echter nooit gebruikt. Het ontwerp werd aangepast zodat het model op een iets verbrede bodemplaat van een Volkswagen Kever zou passen.

## Type 14
Het ontwerp en het prototype werden op 16 november 1953 aan Volkswagen-directeur Heinrich Nordhoff gepresenteerd en het model viel in de smaak bij de Volkswagen-directie. In 1954 garandeerde Volkswagen dat er voldoende onderstellen konden worden geleverd. De Karmann Ghia werd begin 1955 op autobeurzen gepresenteerd. Het publiek reageerde enthousiast op het model, en in augustus 1955 werd de eerste Karmann Ghia in Osnabrück gebouwd. Als basis diende het onderstel van de export-versie van de Kever. Het model kreeg als aanduiding Type 14; de interne typeaanduiding van Volkswagen was Type 143. In het eerste jaar werden meer dan 10 duizend stuks verkocht; veel meer dan Volkswagen had verwacht.
De eerste Karmann Ghia's werden aangedreven door de 30 pk luchtgekoelde boxermotor die ook in de Kever zat. Deze motor was niet sterk genoeg voor een echte sportwagen, en de Karmann Ghia haalde een topsnelheid van slechts 115 km/u  maar het uiterlijk van de Karmann Ghia en de van de Kever bekende betrouwbaarheid maakten veel goed. De body en de neus van de elegante tweedeurs coupé werd met de hand gebouwd uit één stuk, en de auto was dan ook veel duurder om te maken dan de Kever, die aan de lopende band werd geproduceerd. Toch verkocht de Karmann uitstekend, en vanaf 1 november 1957 werd een cabrioletversie gebouwd. In 1959 werd het model iets gewijzigd. De belangrijkste verschillen aan de voorzijde waren de "neusgaten" die wijder werden gemaakt en de koplampen die hoger in de ronde kassen kwamen te liggen. Aan de achterzijde vormden de lichten zich meer naar de ronding van de carrosserie.
Het ging Karmann zo goed, dat in 1960 een fabriek in de Braziliaanse stad São Bernardo do Campo werd geopend. Vanaf 31 december 1960 werd ook hier de Type 14 gebouwd, aanvankelijk alleen de coupé-versie, maar vanaf 1968 tevens de cabriolet.

## Type 34
Intussen was op basis van de Volkswagen Type 3 een nieuw vierpersoonsmodel ontwikkeld, opnieuw samen met Ghia. Ook dit was weer een tweedeursmodel. Aanvankelijk zou dit het oorspronkelijke Typ 14 vervangen, maar later werd besloten beide typen naast elkaar te laten bestaan. Dit nieuwe model kwam in 1961 op de markt als Type 34. De productie werd in 1969 alweer gestaakt. Dit mede doordat de auto, door de Engelsen wel 'Razor-Edge Ghia' genoemd, vrijwel even duur was als een Porsche 356. In totaal werden 42.505 stuks gebouwd, aanvankelijk met een motor van 1500 cc die 45 pk leverde, en later met een 1600 cc motor van 54 pk. Bij het type 34-register zijn wereldwijd ruim 1000 bekend.

## Karmann Ghia TC
Al die tijd ging de productie van de Type 14 gewoon door, en in 1971 kwam zelfs nog een heel nieuw model Karmann Ghia uit, de Touring Coupé (TC), eveneens gebaseerd op de Volkswagen Type 3. De carrosserie was ontworpen door Ghia onder leiding van Giorgetto Giugiaro. De Karmann Ghia TC werd echter alleen door Karmann Brazilië gebouwd en is nooit geëxporteerd.

## Slot
Toenemende veiligheidseisen en afnemende verkopen deden de Karmann Ghia ten slotte de das om. Op 21 december 1973 werd de productie voor de Europese markt gestaakt. Karmann bouwde nog even door voor de Amerikaanse export, maar op 31 juli 1974 werd in Osnabrück de allerlaatste Karmann Ghia geproduceerd. In Brazilië ging de productie nog verder, maar in 1976 viel daar ook voor de Karmann Ghia TC het doek. In totaal waren toen ruim een half miljoen Karmann Ghia's gebouwd. De Karmann Ghia werd als Volkswagen sportwagen opgevolgd door de Volkswagen Scirocco.

## Trivia
- In de film Kill Bill 2 van filmregisseur Quentin Tarantino rijdt hoofdrolspeelster Uma Thurman in een Karmann Ghia Type 14 cabriolet.[4]
- In de film Cidade de Deus ontsnapt een groep gangsters aan de politie door een Karmann Ghia te stelen.
- In de roman Vrouwen met een IQ (1995) van Herman Brusselmans rijdt bijna iedereen in een Karmann Ghia, behalve de hoofdpersoon en zijn poetsvrouw Emma.
- In de film Cars 2 (2011) is het geheime wachtwoord tussen de spionnen "Een Volkswagen Karmann Ghia heeft geen radiator", waarop moest worden geantwoord: "die is luchtgekoeld". Takel gaf het juiste antwoord, waardoor de spionne Holly dacht dat hij de contactpersoon was.